# Зверево (городской округ)
Зве́рево или Го́род Зве́рево — городской округ в составе Ростовской области России. Единственный городской округ области, в котором присутствует сельское население.
Административный центр округа — город Зверево.

## География
Расположен на северо-западе Ростовской области. Расстояние от административного центра городского округа до Областного центра города Ростов-на-Дону по автодорогам составляет 110 км. Имеются железнодорожные станции Зверево и Новомихайловская. На территории округа имеется каскад родниковых прудов.

## Население
| 2002    | 2009    | 2010    | 2011    | 2012    | 2013    | 2014    | 2015    | 2016    |
| ------- | ------- | ------- | ------- | ------- | ------- | ------- | ------- | ------- |
| 30 893  | ↘25 254 | ↘24 119 | ↘24 016 | ↘23 599 | ↘23 190 | ↘22 664 | ↘22 121 | ↘21 601 |
| 2017    | 2018    | 2019    | 2020    | 2021    |         |         |         |         |
| ↘21 126 | ↘20 711 | ↘20 227 | ↘19 726 | ↗20 231 |         |         |         |         |

Национальный состав
По итогам переписи населения 2020 года проживали следующие национальности (национальности менее 0,1 % и другое см. в сноске к строке «Другие»):
| Национальность | Численность, чел. | Доля     |
| -------------- | ----------------- | -------- |
| Русские        | 18 710            | 93,85 %  |
| Украинцы       | 222               | 1,11 %   |
| Армяне         | 220               | 1,10 %   |
| Татары         | 72                | 0,36 %   |
| Азербайджанцы  | 70                | 0,35 %   |
| Цыгане         | 43                | 0,22 %   |
| Белорусы       | 26                | 0,13 %   |
| Аварцы         | 23                | 0,12 %   |
| Даргинцы       | 23                | 0,12 %   |
| Чеченцы        | 22                | 0,11 %   |
| Другие         | 506               | 2,53 %   |
| Итого          | 19 937            | 100,00 % |

## Состав городского округа
| № | Населённый пункт | Тип населённого пункта        | Население |
| - | ---------------- | ----------------------------- | --------- |
| 1 | Зверево          | город, административный центр | ↗19 353   |
| 2 | Трудовой         | хутор                         | ↘878      |

## Достопримечательности
- Памятник Владимиру Ильичу Ленину[18].
- Памятник полному кавалеру ордена Славы Петру Яковлевичу Колесникову (2015).
- Памятник погибшим горнякам шахты "Обуховская" (2008)[19]. Памятник представляет собой кирпичное сооружение в виде раскрытой книги с черным переплетом. В центре на металлических досках надписи с фамилиями погибших горняков, слева —   знак «Шахтерская Слава» и надпись «Погибшим горнякам шахты «Обуховская», справа — надпись «Нелегкий труд шахтерский выбрали и первыми безвременно ушли».
- Музей краеведения с экспозицией, посвященной горному делу[20][21].
- Свято-Никольская церковь (1916)[22].

- Мемориальный ансамбль воинам-освободителям месте братского захоронения погибших в Гражданской и Великой Отечественной войнах 1920 и 1943 годов (1957). Архитектор Дмуховский В. Н. На братской могиле установлена плита с именами погибших воинов: лейтенант Ковалёв Владимир Игнатьевич, старший сержант Дьяков Александр Трофимович,  гвардии мл.сержант Зверев Виктор Иванович, тех. интендант Шторев Григорий Иванович, красноармеец Бушев Иван Иванович, красноармеец Верёвкин Семён Ксенофонтович, красноармеец Кушников Константин Иванович,  красноармеец Кистенёв Митрофан Прокофьевич, красноармеец Маринин Константин Николаевич, красноармеец Нечаев Григорий Михайлович, красноармеец Пронькин Александр Петрович, красноармеец Тур Андрей Ксенофонтович, красноармеец Шомохов Дмитрий Алексеевич, Герой Советского Союза капитан Докукин И. А., гвардии старший сержант  Климов Егор Петрович.
- Памятный знак Герою Советского Союза Ивану Архиповичу Докукину (2010). Памятный знак представляет собой установленный на постаменте макет военного самолета. Макет является точной копией самолета, на которой летал Иван Архипович Докукин, изготовленной на Шахтинском авиаремонтном заводе[23].
- Памятный знак  ликвидаторам  чернобыльской аварии. 84 жителя города Зверево принимали участие в ликвидации последствий Аварии на Чернобыльской АЭС, трое из них были награждены «Орденом мужества». Памятник представляет собой часть кирпичной разрушенной  угловой стены дома. В зияющей дыре в центре знака установлен металлический шар, символизирующий атом. На ромбовидном постаменте в центре знака надпись: «Ликвидаторам пострадавшим от аварии на ЧАЭС и других радиационных катастрофах».
- Памятный знак воинам интернационалистам, а также участникам локальных войн XX-XXI в.в. (2009)  Памятный знак представляет собой бетонную плиту на постаменте с надписью «Памятник воинам интернационалистам  и участникам локальных войн XX-XXI. »  Рядом с памятником на постаменте установлена пятиконечная звезда в виде Ордена Красной Звезды. В разное время 43 жителя города выполняли интернациональный долг в Афганистане.
- Памятник «Воинам – железнодорожникам» (1965). Памятник установлен на площади у железнодорожного вокзала города. Памятник представляет собой шлакоблочную плиту на постаменте высотой 2,5 метра с барельефным изображение солдата в каске. На плите имеется надпись: «Слава железнодорожникам станции Зверево, погибшим в Великую Отечественную войну 1941 -1945 г.г.». Перечислены имена погибших железнодорожников: Альшианский М. К., Андреев А. И., Васильченко Ф. В., Воробьева Е. И., Жаворонко А. М., Зайцев Я. Д., Келин Г. А., Кирюшин И. И., Куцев Ф. А., Лямин Н. Н., Муратов С. М., Назарьянец А. А., Полозов М. П., Рудой И. П., Семенов А. П., Синицина Р. П., Соловьев П. П., Харьковский И. Н., Цуканов М. И., Мелентьева А. А. Внизу памятника установлено изображение эмблемы железнодорожников.
- На зданиях города установлены памятные доски посвященные: стачке зверевских железнодорожников в поддержку первой русской революции, в честь 47-й Гвардейской стрелковой Дивизии, доска памяти организатору железнодорожного транспорта Д. М. Калабухову  и др.